# Nackington
Nackington – wieś w Anglii, w hrabstwie Kent, w dystrykcie Canterbury. Leży 3 km na południe od miasta Canterbury i 89 km na wschód od centrum Londynu.